# Caloptilia strictella
Caloptilia strictella là một loài bướm đêm thuộc họ Gracillariidae. Nó được tìm thấy ở Canada (Manitoba và Québec) và Hoa Kỳ (Maine).